# 石田敦子
石田敦子（日语：石田 敦子、1963年8月9日—），是日本廣島縣福山市出身的動畫師、人物設計師、漫画家、插畫家。

## 人物
高中1年級時，在書店看到安彦良和描繪的《Animage》封面而立志加入動畫業界。《勇者特急隊》時受到注目，成為動畫雜誌特集常客。本人為日本職棒廣島東洋鯉魚隊球迷，前夫是同業大張正己。昔日參與成人作品使用化名。
2000年以降淡出業界，以漫画家身份活躍。但仍以從事動畫工作者自居，繪製相關內容的漫畫。其同人社團出版單行本未收錄的作品。

## 作品

### 漫画
- 球場Lovers（球場ラヴァーズ，少年画報社，連載中）
- 別認輸！鯉太郎（まけるな！鯉太郎，竹書房，連載中）
- 戀愛聲優（恋声～コイゴエ～，Earthstar）
- 我的工作是動畫！（アニメがお仕事！，少年画報社，全7卷）
- 睡美人的點心（いばら姫のおやつ，少年画報社，全1卷）
- 追逐×girls（おっかけ×girls，一迅社）
- 貓耳戀愛專家（おとめ恋々，少年画報社，全1卷）
- 魔法人形娃（からくり変化 あかりミックス！，角川書店，全2卷）
- 約會俱樂部（純粋！デート倶楽部，少年画報社，全1卷；完全版enterbrain，上下卷）
- 新逆八犬傳～變身犬耳娘～（新逆八犬伝アウトカラーズ，少年画報社，全3卷）
- 自宅偵探（ひきこもり探偵 おにいちゃんとマコ，幻冬舍，全1卷）
- 純愛☆偶像（ぴゅあ☆どる，幻冬舍，全1卷）長鴻出版社
- 輕飄飄手冊（ふわふわカタログ，少年画報社，全1卷）
- 魔女的選擇（魔女レーナ マジョりーな，角川書店，全1卷；新装版大都社，全1卷）
- 魔法少年×少女（魔法少年マジョーリアン，双葉社，全3卷）
- 曼陀羅！（マンドラゴるァ！，竹書房，全2卷）
- 戀愛嗯愛戀（ラブんラブ，双葉社，全3卷）
- 愛的貓咪（りこん猫，少年画報社，全1卷）
- 花心少女隊 Bloom Heart！（わがまま戦隊ブルームハート！，幻冬舍，全3卷）
- 動畫也是小品～江戶直訊～（アニメもんエッセイ~お江戸直球通信~，学習研究社，全1卷）
- 姊姊回家（姉さんゴーホーム，講談社，短篇集全1卷）

### 電視動畫
- 猿飛小忍者[2]（1982年，動画）
- 模型神童3四郎（プラレス3四郎，1983年，動画）
- 北斗神拳（世紀末救世主伝説 北斗の拳，1985年，動画）
- 城市獵人（シティーハンター，1987年，原画）
- 亂馬½（らんま½，1989年，原画）
- 亂馬½ 熱鬥篇（らんま½ 熱闘編，1989-1992年，原画）
- 勇者傳說（伝説の勇者ダ・ガーン，1992年，作画監督）
- 勇者特急隊[3]（1993年，角色設計&作画監督）
- 勇者警察（勇者警察ジェイデッカー，1994年，角色設計&作画監督）
- 魔法騎士（魔法騎士レイアース，1994年，角色設計&作画監督）
- 神劍闖江湖（るろうに剣心 -明治剣客浪漫譚-，1996-1998年，原画）
- 玩偶遊戲（こどものおもちゃ，1996-1998年，原画）
- 機動戰艦（機動戦艦ナデシコ，1996年，OP作画）
- VIRUS（1997年，原画）
- 神八劍傳（神八剣伝，1999年，角色設計）
- 銀裝騎攻 ORDIAN（銀装騎攻オーディアン，2000年，角色原案）
- 天使特警（キディ・グレイド，2002年，過場畫面）
- 成惠的世界（成恵の世界，2003年，原画、過場插畫）
- 琉球武士瘋雲錄（サムライチャンプルー，2005年，原画）

### OVA
- BIRTH（1984年，動画）
- 幻夢戰記（幻夢戦記レダ，1985年，動画）
- Wanna-Be's（ウォナビーズ，1986年，原画）
- 吹泡糖危機 PART5（バブルガムクライシス PART5，1988年）原画
- 羅德斯島戰記（ロードス島戦記，1990年，原画）
- CAROL（1990年，原画）
- 吹泡糖危機 PART8（バブルガムクライシス PART8，1991年，原画）
- 潮與虎（うしおととら，1992-1993年，原画）
- 通靈公主（シャーマニックプリンセス，1996年，角色設計&作画監督）
- 非常偶像Key（KEY THE METAL IDOL，1996年，原画）
- 超人学園（超人学園ゴウカイザー，1996年，学園制服設計）

### 電影
- 渥大利亞（ウインダリア，1986年，動画檢查）
- 老人Z（1992年，原画）
- 蠟筆小新 搞怪遊樂園大冒險（クレヨンしんちゃん ヘンダーランドの大冒険，1996年，原画）
- 新世紀福音戰士劇場版：Air/真心為你（新世紀エヴァンゲリオン劇場版 Air/まごころを、君に，1997年，原画）

### 画集
- -{石田敦子画集（1995年）
- フラワリー・オレンジ・ペコ 石田敦子画集おかげさまで2（1998年）}-

### 小說插畫
- 通靈公主―憂爾德之座（シャーマニックプリンセス―ヨルドの座，著者：渡邊麻實、插畫：石田敦子）
- Lucky! 腐女子（らっきー！腐女子，封面插畫）

### 同人誌
- -{石田敦子アニメーション仕事集 バスターエンドラン
- 石田敦子単行本未収録漫画集 変身！
- 石田敦子アニメーション仕事集 スタンディングダブル
- 石田敦子単行本未収録漫画集2 恋声！}-